# La storia di Stilo e del suo regio demanio
La storia di Stilo e del suo regio demanio è un libro dello storico stilese Luigi Cunsolo pubblicato la prima volta da Stab. Aristide Staderini a Roma nel 1965, ristampato nel febbraio 1987 da Grafica Meridionale. 
Il saggio storico ripercorre la storia del paese di Stilo a partire dal VII secolo fino al XX secolo compreso.
Ricco di dati e citazioni di documenti originali e di fotografie in bianco e nero dei luoghi di Stilo.

## Suddivisione dei capitoli
Il saggio è diviso in 34 capitoli. I primi otto trattano della Storia di Stilo dalle origini fino al medio evo, il nono e il decimo del Demanio Regio di Stilo, l'undicesimo della Universitas di Stilo, il dodicesimo delle famiglie nobili stilesi, dal tredicesimo al ventunesimo dei luoghi di culto presenti nel paese di Stilo, i capitoli seguenti fino al ventitreesimo narra fatti particolari avvenuti, il ventiquattresimo, il venticinquesimo e il ventiseiesimo sono dedicati rispettivamente al Cardinale Guglielmo Sirleto, al filosofo Tommaso Campanella e al pittore Francesco Cozza, il successivo al terremoto del 1783 ed infine gli ultimi capitoli trattano argomenti di vario genere: dal brigantaggio alle miniere borboniche, da personaggi di Stilo di minore importanza a vescovi del luogo fino a un elenco dei caduti nelle 2 guerre.
Al termine vi è un'appendice con un sonetto anonimo dedicato a Stilo e un sonetto di Campanella.

## Edizioni
- Luigi Cunsolo, La storia di Stilo e del suo regio demanio, Gangemi Editore, 1965,  p. 401, ISBN 88-7448-185-3.